# Tim Collins
Tim Collins (Manchester, 1975) is een Brits schrijver.
Collins schrijft boeken voor volwassenen en kinderboeken. In Nederland is hij bekend van de humoristische serie Het dagboek van Nurdius Maximus (Dorkius Maximus in het Engels) over een Romeinse jongen die leeft in de tijd van Julius Caesar. Collins werkte voor deze serie, en een aantal andere boeken, samen met de Britse tekenaar Andrew Pinder.
Collins' boeken zijn in meer dan 40 talen vertaald, onder andere in het Nederlands, Duits en Frans.

### Nurdius Maximus
De eerste drie titels werden eerst in het Engels uitgegeven en vervolgens vertaald in het Nederlands. Vanaf de vierde titel zijn de boeken speciaal geschreven door Tim Collins voor de Nederlandse Uitgeverij Ploegsma.
- 2013 - Het dagboek van Nurdius Maximus
- 2013 - Het dagboek van Nurdius Maximus in Egypte
- 2014 - Het dagboek van Nurdius Maximus in Pompeï
- 2015 - Het dagboek van Nurdius Maximus in de Lage Landen
- 2016 - Het dagboek van Nurdius Maximus in Gallië
- 2018 - Het dagboek van Nurdius Maximus in Belgica
- 2020 - Het dagboek van Nurdius Maximus in Griekenland

## Bron
- Tim Collins op de website van uitgeverij Ploegsma

- Bibsys: 14050286
- Biblioteca Nacional de España: XX5056734
- Gemeinsame Normdatei: 1051745543
- International Standard Name Identifier: 0000 0001 1483 1970
- Library of Congress Control Number: nb2005015961
- Nationale Bibliotheek van Letland: 000247963
- Nationale Bibliotheek van Tsjechië: xx0111711
- Nationale Bibliotheek van Israël: 987007289132105171
- Nederlandse Thesaurus van Auteursnamen: 323392245
- Système universitaire de documentation: 163743495
- Virtual International Authority File: 163653969
- WorldCat: E39PBJcGjmYwpxtwRDYYYBTCQq